# Domi (Willemstad)
Domi – dzielnica (wijk) miasta Willemstad w dystrykcie Willemstad, w kraju autonomicznym Curaçao, należącym do Holandii, w Ameryce Południowej. 20 października 2023 r. liczyła 1668 mieszkańców.  

## Osady
W skład dzielnicy wchodzą cztery osady (buurt):
| Lp. | Nazwa      | Powierzchnia km² | Liczba mieszkańców |
| --- | ---------- | ---------------- | ------------------ |
| 1.  | Colon      | 0,21             | 230                |
| 2.  | Domi Abou  | 0,17             | 602                |
| 3.  | San Mateo  | 0,10             | 272                |
| 4.  | Ser’i Domi | 0,66             | 562                |